# Wittimont
Ne doit pas être confondu avec Withimont.
Wittimont est un village de la commune belge de Léglise, dans la province de Luxembourg.
Avant la fusion des communes de 1977, il appartenait déjà à l'ancienne commune de Léglise.

## Situation et description
Wittimont est traversé par le petit ruisseau de Léglise, un affluent du ruisseau de Mellier.
Il se trouve à environ 2 km au nord du village de Léglise et aussi à 2 km de la sortie 28 de l'autoroute E25/E411. Il avoisine aussi les localités de Gennevaux et Narcimont.
On trouve dans ce petit village d'Ardenne une minuscule chapelle dédiée à Notre-Dame du Bon Secours. Elle se dresse à proximité du ruisseau de Léglise et semble isolée au milieu d'un espace ouvert.